# Megachile subalbuta
Megachile subalbuta är en biart som beskrevs av Keizo Yasumatsu 1936. Megachile subalbuta ingår i släktet tapetserarbin, och familjen buksamlarbin. Inga underarter finns listade i Catalogue of Life.